# De Beste Liedjes van
De Beste Liedjes van is een televisieprogramma van SBS6. De eerste aflevering van het eerste seizoen was te zien op 13 april 2013, de laatste aflevering van seizoen 1 was te zien op 1 juni 2013. Het tweede seizoen is gestart op 30 augustus 2014. In 2021 organiseerde Nederland het Eurovisiesongfestival, ter gelegenheid van het Eurovisiesongfestival 2021 maakte Talpa Entertainment Producties drie speciale afleveringen van het programma onder de titel 'De Beste Liedjes van het Songfestival'.

## Achtergrond
In elke aflevering ontvangt presentator Jeroen van der Boom een artiest die liedjes zingt die een speciale betekenis in het leven hebben. Daarnaast mag de artiest kiezen met wie er een duet gezongen gaat worden. Ook maakt het publiek een selectie favoriete nummers uit het eigen repertoire van de artiest.

## Afleveringen

### Aflevering 1
Artiest: Waylon
| Gezongen lied     | Origineel       | Jaar | Onderdeel                          |
| ----------------- | --------------- | ---- | ---------------------------------- |
| Lose It           | Waylon          | 2012 | Eigen nummer                       |
| Let It Be         | The Beatles     | 1970 | Memory Lane                        |
| Crazy             | Patsy Cline     | 1962 | Memory Lane                        |
| Sailing           | Rod Stewart     | 1975 | Memory Lane                        |
| Wat is dan liefde | André Hazes     | 1981 | Jeroen's Keuze                     |
| Good Ol'Boys      | Waylon Jennings | 1980 | All Time Favourites                |
| Radar Love        | Golden Earring  | 1973 | All Time Favourites                |
| Return to Sender  | Elvis Presley   | 1962 | All Time Favourites                |
| Kusje             | Herman van Veen | 1989 | Speciale gast: Herman van Veen     |
| In onze straat    | Herman van Veen | 2012 | Speciale gast: Herman van Veen     |
| The Escapist      | Waylon          | 2011 | Favoriet van het publiek: Nummer 3 |
| Happy Song        | Waylon          | 2010 | Favoriet van het publiek: Nummer 2 |
| Wicked Way        | Waylon          | 2009 | Favoriet van het publiek: Nummer 1 |

### Aflevering 2
Artiest: René Froger
| Gezongen lied                           | Origineel                         | Jaar        | Onderdeel                          |
| --------------------------------------- | --------------------------------- | ----------- | ---------------------------------- |
| Jij Moet Verder                         | René Froger                       | 2007        | Eigen nummer                       |
| Aan de voet van die oude Wester         | Willy Alberti & Johnny Jordaan    | 1957        | Memory Lane                        |
| Aan de Amsterdamse Grachten             | Wim Sonneveld                     | 1962        | Memory Lane                        |
| She                                     | Charles Aznavour                  | 1974        | Memory Lane                        |
| Could It Be Magic / Mandy               | Barry Manilow                     | 1975 / 1974 | Jeroen's Keuze                     |
| Green, Green Grass of Home              | Tom Jones                         | 1966        | All Time Favourites                |
| Bad Case of Loving You (Doctor, Doctor) | Robert Palmer                     | 1979        | All Time Favourites                |
| You're A Friend Of Mine                 | Clarence Clemons & Jackson Browne | 1985        | Speciale gast: Anita Meyer         |
| Daar Sta Je Dan                         | René Froger                       | 2013        | Eigen Nummer                       |
| Calling Out Your Name (Ruby)            | René Froger                       | 1993        | Favoriet van het publiek: Nummer 4 |
| Alles Kan een Mens Gelukkig Maken       | René Froger                       | 1988        | Favoriet van het publiek: Nummer 3 |
| Just Say Hello!                         | René Froger                       | 1990        | Favoriet van het publiek: Nummer 2 |
| Winter in America                       | René Froger                       | 1988        | Favoriet van het publiek: Nummer 1 |
| Ogen Weer Geopend                       | René Froger                       | 2011        | Eigen Nummer                       |

### Aflevering 3
Artiest: Ben Saunders
| Gezongen lied                         | Origineel              | Jaar | Onderdeel                          |
| ------------------------------------- | ---------------------- | ---- | ---------------------------------- |
| Use Somebody                          | Ben Saunders           | 2009 | Eigen nummer                       |
| Unchain My Heart                      | Ray Charles            | 1961 | Memory Lane                        |
| That's All Right Mama                 | Elvis Presley          | 1954 | Memory Lane                        |
| Pass the Dutchie                      | Musical Youth          | 1982 | Memory Lane                        |
| Ain't That Just the Way               | Lutricia McNeal        | 1997 | Memory Lane                        |
| How Am I Supposed to Live Without You | Michael Bolton         | 1990 | Jeroen's Keuze                     |
| At This Moment                        | Billy Vera             | 1967 | All Time Favourites                |
| Never Too Much                        | Luther Vandross        | 1981 | All Time Favourites                |
| She's Out of My Life                  | Michael Jackson        | 1980 | All Time Favourites                |
| Little Green Bag                      | George Baker Selection | 1969 | Speciale gast: George Baker        |
| Chains on Me                          | Ben Saunders           | 2012 | Eigen Nummer                       |
| Dry Your Eyes                         | Ben Saunders           | 2011 | Favoriet van het publiek: Nummer 4 |
| No Cure                               | Ben Saunders           | 2012 | Favoriet van het publiek: Nummer 3 |
| If You Don't Know Me by Now           | Ben Saunders           | 2010 | Favoriet van het publiek: Nummer 2 |
| Kill for a broken heart               | Ben Saunders           | 2011 | Favoriet van het publiek: Nummer 1 |

### Aflevering 4
Artiest: Glennis Grace
| Gezongen lied                  | Origineel                    | Jaar | Onderdeel                          |
| ------------------------------ | ---------------------------- | ---- | ---------------------------------- |
| One Moment In Time             | Whitney Houston              | 1988 | Openingsnummer                     |
| Ik voel me zo verdomd alleen   | Ciske de Rat / Danny de Munk | 1984 | Memory Lane                        |
| Wanna Be Startin' Somethin'    | Michael Jackson              | 1983 | Memory Lane                        |
| Waarom Fluister Ik Je Naam Nog | Benny Neyman                 | 1985 | Memory Lane                        |
| Kronenburg Park                | Frank Boeijen Groep          | 1990 | Jeroen's Keuze                     |
| Ben                            | Michael Jackson              | 1972 | All Time Favourites                |
| Het Dorp                       | Wim Sonneveld                | 1974 | All Time Favourites                |
| Wil Je Niet Nog 1 Nacht        | Glennis Grace & Edwin Evers  | 2011 | Speciale gast: Edwin Evers         |
| Dat Is Mijn Wens               | Glennis Grace                | 2012 | Eigen Nummer                       |
| Ik Ben Niet Van Jou            | Glennis Grace                | 2012 | Favoriet van het publiek: Nummer 3 |
| Als Je Slaapt                  | Glennis Grace                | 2008 | Favoriet van het publiek: Nummer 2 |
| Afscheid                       | Glennis Grace                | 2011 | Favoriet van het publiek: Nummer 1 |
| Locked Out of Heaven           | Bruno Mars                   | 2012 | Extra Nummer                       |

### Aflevering 5
Artiest: Gerard Joling
| Gezongen lied           | Origineel                   | Jaar | Onderdeel                                                         |
| ----------------------- | --------------------------- | ---- | ----------------------------------------------------------------- |
| Maak me gek             | Gerard Joling               | 2007 | Eigen Nummer                                                      |
| Heel Even               | Shirley Zwerus              | 1981 | Memory Lane                                                       |
| Show Me the Way         | Peter Frampton              | 1975 | Memory Lane                                                       |
| The Party's Over        | Sandra Reemer               | 1976 | Memory Lane                                                       |
| Laat me                 | Ramses Shaffy               | 1978 | Jeroen's Keuze                                                    |
| Crying                  | Don McLean                  | 1980 | All Time Favourites                                               |
| Terug naar de kust      | Maggie MacNeal              | 1976 | All Time Favourites                                               |
| One Day I'll Fly Away   | Randy Crawford              | 1980 | All Time Favourites                                               |
| Ticket to the tropics   | Gerard Joling               | 1986 | Speciale gast: Jamai Loman / (Favoriet van het publiek: Nummer 5) |
| Ik Hou D'r Zo Van       | Gerard Joling               | 2008 | Favoriet van het publiek: Nummer 6                                |
| No more bolero's        | Gerard Joling               | 1989 | Favoriet van het publiek: Nummer 4                                |
| Love Is in Your Eyes    | Gerard Joling               | 1985 | Favoriet van het publiek: Nummer 3                                |
| Blijf Bij Mij           | André Hazes & Gerard Joling | 2007 | Favoriet van het publiek: Nummer 2                                |
| Het Is Nog Niet Voorbij | Gerard Joling               | 2008 | Favoriet van het publiek: Nummer 1                                |

### Aflevering 6
Artiest: Het Goede Doel
| Gezongen lied                    | Origineel              | Jaar | Onderdeel                                         |
| -------------------------------- | ---------------------- | ---- | ------------------------------------------------- |
| Nooduitgang                      | Het Goede Doel         | 1987 | Eigen Nummer / Favoriet van het publiek: Nummer 3 |
| Sunny Afternoon                  | The Kinks              | 1966 | Memory Lane                                       |
| You've Lost That Lovin' Feelin'  | The Righteous Brothers | 1965 | Memory Lane                                       |
| Kangoeroe Eiland                 | Cocktail Trio          | 1961 | Memory Lane                                       |
| Ik Heb Geen Zin Om Op Te Staan   | Het                    | 1965 | Memory Lane                                       |
| Your Song                        | Elton John             | 1971 | Memory Lane                                       |
| Gijzelaar                        | Het Goede Doel         | 1982 | Jeroen's Keuze                                    |
| (Sittin' on) The Dock of the Bay | Otis Redding           | 1968 | All Time Favourites                               |
| Hey Jude                         | The Beatles            | 1968 | All Time Favourites                               |
| Alles Geprobeerd                 | Het Goede Doel         | 1986 | Speciale gast: Syb van der Ploeg                  |
| Zwijgen                          | Het Goede Doel         | 1986 | Favoriet van het publiek: Nummer 2                |
| België                           | Het Goede Doel         | 1982 | Favoriet van het publiek: Nummer 1                |

### Aflevering 7
Artiest: Loïs Lane
| Gezongen lied                 | Origineel                   | Jaar | Onderdeel                                         |
| ----------------------------- | --------------------------- | ---- | ------------------------------------------------- |
| My Best Friend                | Loïs Lane                   | 1989 | Eigen Nummer / Favoriet van het publiek: Nummer 4 |
| I Want You Back               | Jackson 5                   | 1970 | Memory Lane                                       |
| Close To You                  | The Carpenters              | 1970 | Memory Lane                                       |
| I'm Coming Out                | Diana Ross                  | 1981 | Memory Lane                                       |
| Ain't No Mountain High Enough | Marvin Gaye & Tammi Terrell | 1966 | Jeroen's Keuze                                    |
| Son of a Preacher Man         | Dusty Springfield           | 1968 | All Time Favourites                               |
| Love to Love You Baby         | Donna Summer                | 1975 | All Time Favourites                               |
| Stop! In the Name of Love     | The Supremes                | 1965 | Alle Time Favourites                              |
| I Want Your Love              | Chic                        | 1979 | Speciale gast: Brainpower                         |
| Morning Patrol                | Loïs Lane                   | 2013 | Nieuw nummer                                      |
| I Wanna Be                    | Loïs Lane                   | 1990 | Favoriet van het publiek: Nummer 5                |
| Amsterdamned                  | Loïs Lane                   | 1988 | Favoriet van het publiek: Nummer 3                |
| It's the First Time           | Loïs Lane                   | 1989 | Favoriet van het publiek: Nummer 2                |
| Tonight                       | Loïs Lane                   | 1995 | Favoriet van het publiek: Nummer 1                |

### Aflevering 8
In deze aflevering presenteert Jeroen vanuit zijn eigen huis; 'de Best of - De Beste Liedjes van'. Hij laat zijn eigen favorieten nogmaals zien aan de kijker. Ook maakt hij bekend dat er een tweede seizoen komt na de zomer.
| Gezongen lied                                       | Gezongen door                        | Origineel                   | Jaar        |
| --------------------------------------------------- | ------------------------------------ | --------------------------- | ----------- |
| Wat is dan liefde                                   | Waylon & Jeroen van der Boom         | André Hazes                 | 1981        |
| Kusje                                               | Waylon & Herman van Veen             | Herman van Veen             | 1989        |
| Aan de Amsterdamse Grachten                         | René Froger                          | Wim Sonneveld               | 1962        |
| Could It Be Magic / Mandy                           | René Froger & Jeroen van der Boom    | Barry Manilow               | 1975 / 1974 |
| Laura (BONUSNUMMER, niet eerder uitgezonden)        | Ben Saunders                         | Jan Smit                    | 2005        |
| How Am I Supposed To Live Without You               | Ben Saunders & Jeroen van der Boom   | Michael Bolton              | 1990        |
| Laat Me                                             | Gerard Joling & Jeroen van der Boom  | Ramses Shaffy               | 1978        |
| The Party's Over                                    | Gerard Joling                        | Sandra Reemer               | 1976        |
| I'm Coming Out                                      | Loïs Lane                            | Diana Ross                  | 1981        |
| Ain't No Mountain High Enough                       | Loïs Lane & Jeroen van der Boom      | Marvin Gaye & Tammi Terrell | 1966        |
| Kronenburg Park                                     | Glennis Grace & Jeroen van der Boom  | Frank Boeijen Groep         | 1990        |
| Girl on Fire (BONUSNUMMER, niet eerder uitgezonden) | Glennis Grace                        | Alicia Keys                 | 2012        |
| Het Dorp                                            | Glennis Grace                        | Wim Sonneveld               | 1974        |
| Gijzelaar                                           | Het Goede Doel & Jeroen van der Boom | Het Goede Doel              | 1982        |